# ヴァイバヴィ・メルチャント
ヴァイバヴィ・メルチャント（Vaibhavi Merchant、1975年12月17日 - ）は、インドのボリウッドで活動する振付師。

## 生い立ち
ラメシュ・メルチャントとリダヤー・メルチャントの娘としてチェンナイに生まれる。祖父B・ヒララル、妹シュルティ・メルチャントも振付師として活動している。

## キャリア

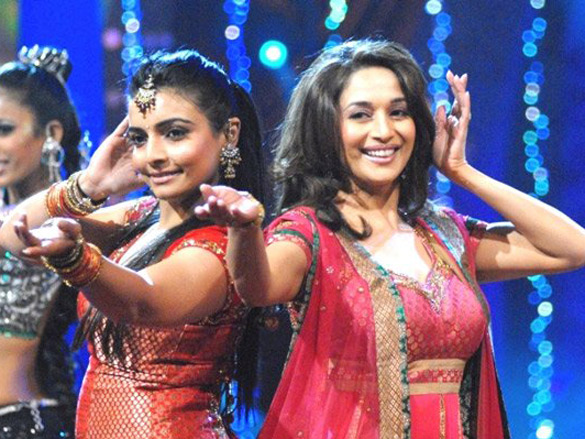
ヴァイバヴィ・メルチャントとマドゥリ・ディークシット（2007年）

ヴァイバヴィは、叔父チンニ・プラカーシュのアシスタントとしてキャリアをスタートさせ、1999年に『ミモラ 心のままに』の「Dhol Baaje」の振り付けを担当し、振付師としてデビューした。同作でヴァイバヴィは国家映画賞 振付賞を受賞している。2000年にはマラヤーラム語映画『Snehapoorvam Anna』で主役に起用され、女優デビューした。
2001年に『ラガーン』の「O Ri Chhori」の振り付けを手掛け、2005年には『Bunty Aur Babli』の「Kajra Re」の振り付けを担当して複数の映画賞を受賞している。この他に『Devdas』『Baghban』『Fida』『Dhoom』『Veer-Zaara』『Aaja Nachle』『Rab Ne Bana Di Jodi』『Aiyyaa』で振り付けを担当した。また、オーストラリアで開催されたミュージカル『The Merchants of Bollywood』の振り付けも手掛けている。
映画以外では、ダンス番組『Nach Baliye』『Jhalak Dikhhla Jaa』『Zara Nachke Dikha』で審査員を務めている。

## フィルモグラフィー

### 振付
- ミモラ 心のままに（1999年）
- Albela（2001年）
- ラガーン（2001年）
- Filhaal...（2002年）
- Na Tum Jaano Na Hum（2002年）
- デーヴダース（英語版）（2002年）
- Deewangee（2002年）
- Karz: The Burden of Truth（2002年）
- Guru Mahaguru（2002年）
- Dil Ka Rishta（2003年）
- Dum（2003年）
- Kash Aap Hamare Hote（2003年）
- Haasil（2003年）
- Mumbai Se Aaya Mera Dost（2003年）
- Aetbaar（2004年）
- Rudraksh（2004年）
- Meenaxi: A Tale of Three Cities（2004年）
- Shaadi Ka Laddoo（2004年）
- Garv: Pride & Honour（2004年）
- Kyun! Ho Gaya Na...（2004年）
- Fida（2004年）
- Dhoom（2004年）
- Rakht（2004年）
- Dil Ne Jise Apna Kahaa（2004年）
- Madhoshi（2004年）
- Tumsa Nahin Dekha: A Love Story（2004年）
- ヴィールとザーラ（英語版）（2004年）
- Swades（2004年）
- Dil Maange More（2004年）
- Chehraa（2005年）
- Bunty Aur Babli（2005年）
- No EntryNo Entry（2005年）
- Ramji Londonwaley（2005年）
- Athadu（2005年）
- Shaadi No. 1（2005年）
- Neal 'n' Nikki（2005年）
- Shikhar（2005年）
- Rang De Basanti（2006年）
- Humko Tumse Pyaar Hai（2006年）
- Fanaa（2006年）
- クリッシュ 仮面のヒーロー（英語版）（2006年）
- Umrao Jaan（2006年）
- Baabul（2006年）
- Chamki Chameli（2006年）
- Dhoom 2（2006年）
- Marigold（2007年）
- Heyy Babyy（2007年）
- Aaja Nachle（2007年）
- Jhoom Barabar Jhoom（2007年）
- Ta Ra Rum Pum（2007年）
- Love Story 2050（2008年）
- Rab Ne Bana Di Jodi（2008年）
- Thoda Pyaar Thoda Magic（2008年）
- Bhoothnath（2008年）
- Dostana（2008年）
- Tashan（2009年）
- Dil Bole Hadippa!（2009年）
- Luck by Chance（2009年）
- デリー6（2009年）
- Kurbaan（2009年）
- スタローン in ハリウッド・トラブル（2009年）
- No Problem（2010年）
- Band Baaja Baaraat（2010年）
- 闇の帝王DON 〜ベルリン強奪作戦〜（2011年）
- Game（2011年）
- 人生は二度とない（2011年）
- Ladies vs Ricky Bahl（2011年）
- Bodyguard（2011年）
- Aiyyaa（2011年）
- タイガー 伝説のスパイ（2012年）
- 命ある限り（英語版）（2012年）
- ボンベイ・トーキーズ（英語版）（2013年）
- ミルカ（2013年）
- チェイス!（2013年）
- Fan（2016年）
- スルターン（2016年）
- ベーフィクレー 大胆不敵な二人（2016年）
- 私たちの予感（英語版）（2017年）
- Ok Jaanu（2017年）
- タイガー 甦る伝説のスパイ（2017年）
- Hichki（2018年）
- Loveratri（2018年）
- Naa Peru Surya, Naa Illu India（2018年）
- Bharat（2018年）
- サーホー（2019年）
- ダバング3（英語版）（2019年）
- Radhe Shyam（2022年）
- PATHAAN/パターン（2023年）
- Rocky Aur Rani Kii Prem Kahaani（2023年）
- JAWAN/ジャワーン（2023年）
- タイガー 裏切りのスパイ（2023年）

### 出演
- Snehapoorvam Anna（2000年）
- スチューデント・オブ・ザ・イヤー 狙え!No.1!!（2012年）

## 受賞歴
- 国家映画賞 振付賞（英語版）：『ミモラ 心のままに』（2000年）
- 国際インド映画アカデミー賞 振付賞：『Bunty Aur Babli』（2006年）、『Aaja Nachle』（2008年）
- ジー・シネ・アワード 振付賞（英語版）：『Bunty Aur Babli』（2006年）
- ボリウッド・ムービー・アワード 振付賞（英語版）：『Bunty Aur Babli』（2006年）
- 製作者組合映画賞（英語版）振付賞：『Bunty Aur Babli』（2006年）